# Eugenism

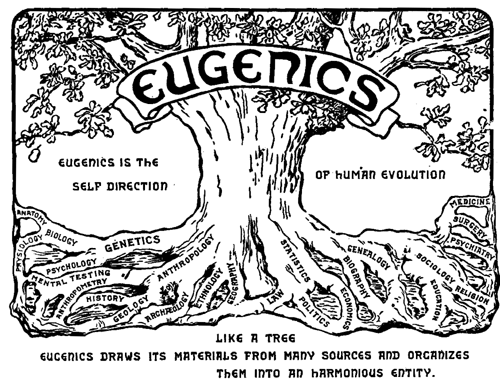
"Eugenismul este auto-controlul evoluției umane": Logo de la cel de-al doilea Congres Internațional de Eugenie, 1921, înfățișând un copac care unește mai multe zone.

Eugenia, denumită și eugenism sau eugenetică, este o teorie socială care susține îmbunătățirea geneticii umane prin diferite mijloace de intervenție. Scopurile declarate sunt acelea de a crea oameni mai sănătoși, mai inteligenți, economisirea resurselor societății și curmarea suferinței umane. Metodele inițiale de atingere a acestor scopuri se bazau pe alimentație selectivă, dar cele moderne se concentrează pe controale parentale, analizele fetușilor, consiliere genetică, controlul sarcinilor, fertilizare in vitro și inginerie genetică.  

## Apariția
Criticii susțin că eugenia este imorală, și că este o pseudoștiință. Istoric, eugenia s-a folosit ca justificare pentru măsuri coercitive discriminatorii susținute de anumite state, precum sterilizare forțată a persoanelor cu defecte genetice, omorârea persoanelor cu afecțiuni grave, și chiar, în anumite cazuri, genocid asupra raselor privite ca inferioare.
Eugenia (din greacă ευγένη eugenes 'bine născut' format din eὖ eu, 'bun, bine' și γένος genos, 'rasă, stoc, rudă') este un set de credințe și practici care are drept scop îmbunătățirea calității genetice a unei populații umane. Definiția exactă a eugeniei a fost o chestiune de dezbatere, deoarece termenul a fost inventat de Francis Galton în 1883. Conceptul precede această denumire, Platon sugerând aplicarea principiilor de reproducere selectivă la om în jurul anului 400 î.e.n.
Frederick Osborn, în articolul din 1937, "Dezvoltarea unei filozofii eugenice", a încadrat-o ca o filozofie socială - adică o filozofie cu implicații pentru ordinea socială. Această definiție nu este acceptată universal. Osborn pledează pentru rate mai mari de reproducere sexuală la persoanele cu trasaturi dorite (eugenie pozitivă) sau la rate reduse de reproducere sexuală și sterilizare a persoanelor cu trăsături mai puțin dorite sau nedorite (eugenie negativă).
Alternativ, selecția genelor, mai degrabă decât "selecția de oameni", a fost posibilă recent prin progresele înregistrate în editarea genomului, conducând la ceea ce se numește uneori eugenia liberală, cunoscută și sub denumirea de eugenia nouă, neo-eugenia sau eugenia consumatorului.
În timp ce principiile eugenice au fost practicate încă din istoria veche în Grecia antică, istoria modernă a eugeniei a început la începutul secolului al XX-lea, când a apărut o mișcare populară de eugenie în Marea Britanie și s-a răspândit în multe țări, inclusiv Statele Unite, Canada și majoritatea țărilor europene. În această perioadă, ideile eugenice au fost adoptate în spectrul politic. În consecință, multe țări au adoptat politici eugenice cu intenția de a îmbunătăți calitatea stocurilor genetice ale populației lor. Astfel de programe includeau atât măsuri "pozitive", cum ar fi încurajarea persoanelor considerate deosebit de "potrivite" pentru reproducere, cât și măsuri "negative", cum ar fi interdicțiile de căsătorie și sterilizarea forțată a persoanelor considerate improprii reproducerii. Persoanele considerate nepotrivite pentru a se reproduce au inclus adesea persoane cu dizabilități mentale sau fizice, persoane care au înregistrat scoruri scăzute ale diferitelor teste IQ, criminali și deviatori și membri ai grupurilor minoritare defavorizate. Mișcarea de eugenie a fost asociată negativ cu Germania nazistă și cu Holocaustul, când mulți dintre inculpații de la procesele de la Nürnberg au încercat să-și justifice abuzurile față de drepturile omului, susținând că există o diferență mică între programele eugeniei naziste și programele de eugenie din S.U.A. În deceniile care au urmat celui de-al doilea război mondial, odată cu instituirea drepturilor omului, multe țări treptat au început să renunțe la politicile de eugenie, deși unele țări occidentale, printre care Statele Unite, au continuat să efectueze sterilizări forțate.
Începând cu anii 1980 și 1990, când au fost puse la dispoziție noi procedee de reproducere asistată, cum ar fi surrogarea gestațională (mame purtătoare), disponibilă din 1985, diagnosticul genetic preimplantat (disponibil din 1989) și transferul citoplasmatic (disponibil din 1996), a apărut teama de o posibilă revigorare a eugenismului și o lărgire a decalajului dintre bogați și săraci.
O critică majoră a politicilor de eugenie este că, indiferent dacă sunt folosite politici "negative" sau "pozitive", ele sunt susceptibile de a fi abuzate, deoarece criteriile de selecție sunt determinate de oricare dintre grupurile care se află la putere politică în perioada respectivă. Mai mult, eugenia negativă, în special, este considerată de mulți ca fiind o încălcare a drepturilor fundamentale ale omului, care includ dreptul la reproducere. O altă critică constă în faptul că politicile eugenice duc în cele din urmă la o pierdere a diversității genetice, ducând la depresia endogamică din cauza variațiilor genetice mai mici.
Mișcarea nazistă, cea comunistă și alte regimuri totalitare au împrumutat anumite concepte din eugenism.

## Istorie

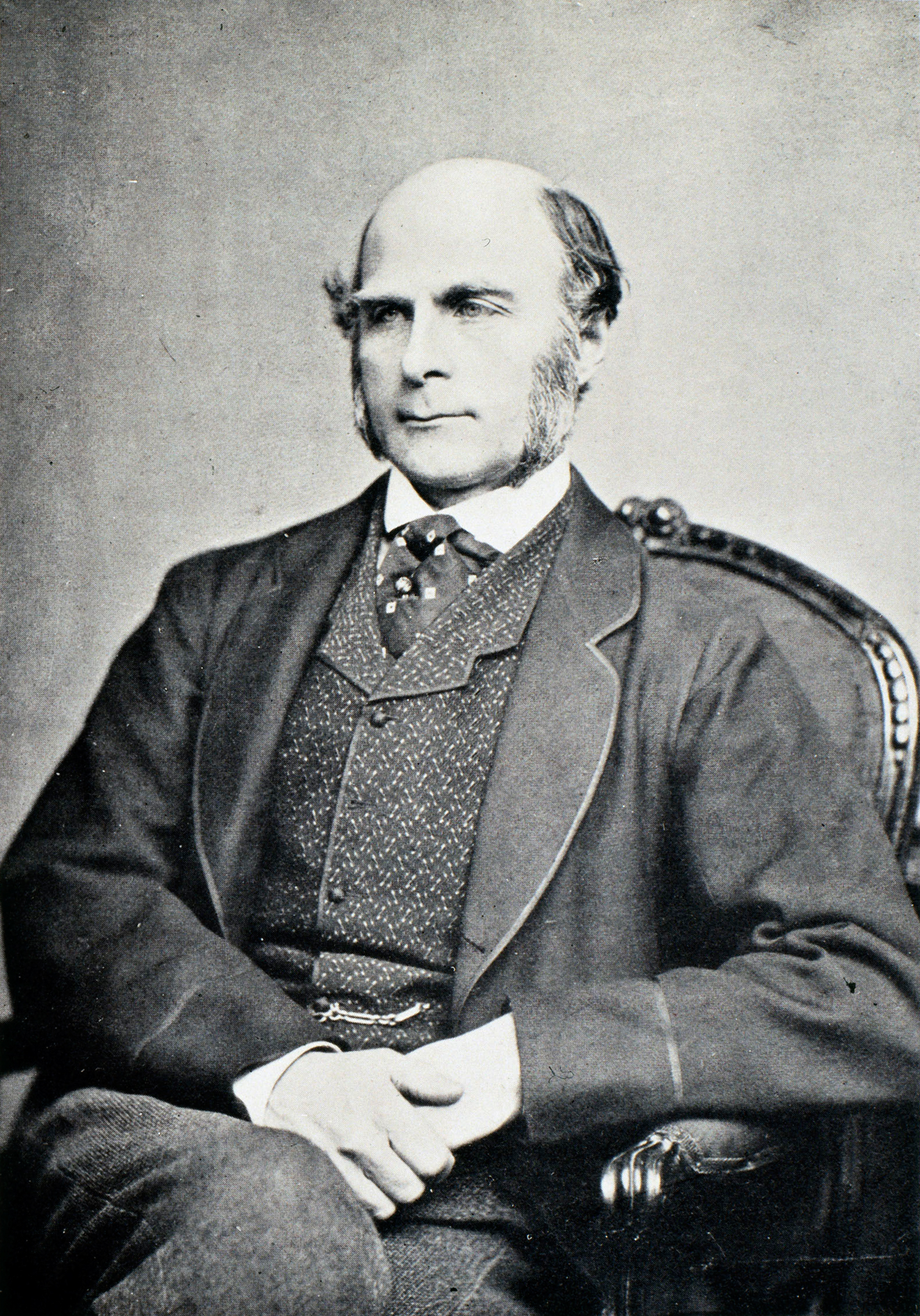
Francis Galton a fost un eugenist timpuriu, el inventând acest termen.

### Origine și dezvoltare
Conceptul eugeniei pozitive pentru a produce ființe umane mai bune a existat cel puțin de când Platon a sugerat împerecherea selectivă pentru a produce o clasă de paznici.
Prima eugenie negativă formală, care este o prevedere legală împotriva nașterii ființelor umane inferioare, a fost promulgată în cultura occidentală de către Consiliul Creștin al lui Agde în 506, care a interzis căsătoria între veri.
Această idee a fost promovată și de William Goodell (1829-1894), care a pledat pentru castrarea și spionarea celor nebuni.
Ideea unui proiect modern de îmbunătățire a populației umane printr-o înțelegere statistică a eredității folosită pentru încurajarea unei bune reproduceri a fost inițial dezvoltată de Francis Galton și, inițial, a fost strâns legată de darwinism și teoria sa de selecție naturală. Galton citise teoria evoluției vărului său Charles Darwin care urmărea să explice dezvoltarea speciilor de plante și animale și dorea să o aplice oamenilor. Pe baza studiilor sale biografice, Galton considera calitățile umane dorite ca fiind trăsături ereditare, deși Darwin nu a fost de acord cu această elaborare a teoriei sale. În 1883, la un an după moartea lui Darwin, Galton a dat cercetării sale un nume: eugenie. Galton a definit eugenismul drept "studiul tuturor agenților aflați sub control uman care pot îmbunătăți sau afecta calitatea rasială a generațiilor viitoare". Odată cu introducerea geneticii, eugenia se bazează pe o ideologie a determinismului genetic în care caracterul uman se datorează genelor neafectate de educație sau de condițiile de viață. Mulți dintre geneticienii timpurii nu erau darwinieni, iar teoria evoluției nu era necesară pentru politicile de eugenie bazate pe determinismul genetic. De-a lungul istoriei sale recente, eugenia a rămas controversată.
Charles Darwin a recunoscut problema tendințelor disgenice (proliferarea persoanelor cu trăsături care dăunează bunăstării umane) de reproducere și pericolele posibilelor soluții. Darwin a susținut că programele de asistență socială pentru săraci și bolnavi sunt morale, dar și un pericol pentru populațiile viitoare dacă încurajează persoanele cu boli congenitale grave și trasaturi ereditare precum niveluri scăzute de control impuls, inteligență sau empatie de a reproduce la rate mai mari decât alte persoane din populație. Acest aspect a fost explorat inițial de Hermann Mueller, și discutat de biologul evoluționar John Tooby. Darwin s-a temut de faptul că în națiunile dezvoltate "membrii societății fac greșeli, iar cei degradați și adesea viciați tind să se reproducă într-un ritm mai rapid decât membrii providențiali și, în general, virtuoși". Cercetătorii din domeniul inteligenței recunosc efectul așa-numit Flynn, care se referă la creșterea IQ-ului în întreaga lume, dar susțin că în țările dezvoltate acesta scade: persoanele cu mai multă educație și venituri (corelate cu inteligența superioară) tind nu numai să aibă mai puțini copii, ci și să întârzie reproducerea în urmărirea altor obiective.
Preocuparea principală a primilor eugeniști, precum Karl Pearson și Walter Weldon de la University College London, au fost factorii de inteligență percepută, considerată ca fiind corelează cu clasa socială. În discursul său "Darwinism, progres medical și eugenie", Karl Pearson echivalează eugenismul cu medicina. Unele zone ale medicinei care nu sunt recunoscute de obicei ca eugenice afectează fondul genelor umane. Acestea includ sterilizarea și tehnicile chirurgicale care permit funcționarea organelor reproducătoare. Chiar și medicamentele care nu implică în mod direct organele de reproducere pot modifica fondul de gene. Anomaliile genetice la astfel de persoane sunt astfel duplicate, modificând fondul genetic. Pe această bază astfel de practici sunt acceptate pe scară largă ca procese eugenice mai radicale.
Eugenia a devenit o disciplină academică în numeroase colegii și universități și a primit finanțare din mai multe surse. Au fost formate organizații pentru a câștiga sprijinul public și atitudinea lor față de valorile eugenice responsabile la părinți, inclusiv Societatea Britanică de Educație Eugenică din 1907 și Societatea Americană de Eugenie din 1921. Ambele au căutat sprijinul preoților și au modificat mesajul lor pentru a satisface idealurile religioase. În 1909, clericii anglicani William Inge și James Peile au scris la Societatea Britanică de Educație Eugenică. Inge a fost invitat la Conferința Internațională de Eugenie din 1921, care a fost, de asemenea, susținută de Arhiepiscopul Catolic Roman din New York, Patrick Joseph Hayes.
Trei Conferințe Internaționale de Eugenie au avut loc la nivel mondial pentru eugeniști cu reuniuni în 1912 la Londra și în 1921 și 1932 în New York. Politicile eugenice au fost inițial implementate la începutul anilor 1900 în Statele Unite. De asemenea, a avut rădăcini în Franța, Germania și Marea Britanie. Mai târziu, în anii 1920 și 1930, politica eugenică de sterilizare a unor pacienți psihiatri a fost pusă în aplicare în alte țări, inclusiv în Belgia, Brazilia, Canada, Japonia și Suedia.
Pe lângă faptul că a fost practicată în mai multe țări, eugenia a fost organizată pe plan internațional prin intermediul Federației Internaționale a Organizațiilor Eugenice. Aspectele sale științifice au fost realizate prin intermediul unor organisme de cercetare precum Institutul Kaiser Wilhelm de Antropologie, Ereditate umană și Eugenie, Institutul Cold Spring Harbour Carnegie pentru Evoluția Experimentală  și Biroul de Evidență Eugenică. Din punct de vedere politic, mișcarea a susținut măsuri precum legile de sterilizare. În dimensiunea ei morală, eugenia a respins doctrina că toate ființele umane se nasc egale și a redefinit valoarea morală pur și simplu în ceea ce privește capacitatea genetică. Elementele sale rasiste au cuprins urmărirea unei arii genetice pure, "rasa nordică" sau "ariană", și eventuala eliminare a raselor "nepotrivite".
Criticii timpurii ai filosofiei eugeniei au inclus sociologul american Lester Frank Ward, scriitorul englez G. K. Chesterton, antropologul germano-american Franz Boas și scoțianul pionier în tuberculoză și autor Halliday Sutherland. Articolul din 1913 al lui Ward, "Eugenics, Euthenics, and Eudemics", cartea lui Chesterton din 1917, Eugenics and Other Evils, și articolul din 1916 al lui Boas, "Eugenics" (publicat în The Scientific Monthly), au fost extrem de critice față de mișcarea rapidă în creștere. Sutherland a identificat eugeniștii ca fiind un obstacol major în eradicarea și vindecarea tuberculozei în adresa sa din 1917 "Consumul: cauza și vindecarea", și critica eugeniștilor și neomaltusienilor în cartea sa din 1921, Controlul nașterii, a determinat pe eugenistul Marie Stopes să îi intenteze un proces de calomnie. Mai mulți biologi au fost, de asemenea, antagoniști ai mișcării eugeniei, inclusiv Lancelot Hogben. Alți biologi, precum J. B. S. Haldane și R. A. Fisher, au exprimat scepticismul în convingerea că sterilizarea "defectivilor" ar duce la dispariția unor trăsături genetice nedorite.
Printre instituții, Biserica Catolică a fost un adversar al sterilizărilor impuse de stat. Încercărilor Societății Educaționale Eugenice de a convinge guvernul britanic să legalizeze sterilizarea voluntară s-au opus catolicii și Partidul Laburist. Societatea Americană de Eugenie a câștigat inițial unii susținători catolici, dar sprijinul catolic a scăzut după enciclica papală din 1930, Casti connubii. Prin aceasta, Papa Pius al XI-lea a condamnat în mod explicit legile sterilizării: "Magistrații publici nu au nicio putere directă asupra trupurilor supușilor lor; prin urmare, acolo unde nu a avut loc nicio crimă și nu există nicio cauză pentru pedeapsă gravă, nu pot face rău direct, fie din motive de eugenie, fie din orice alt motiv."
Ca mișcare socială, eugenia a atins cea mai mare popularitate în primele decenii ale secolului XX, când a fost practicată în întreaga lume și promovată de guverne, instituții și indivizi influenți. Multe țări au adoptat diverse politici de eugenie, printre care: proiecții genetice, controlul nașterilor, promovarea ratelor natalității diferențiate, restricțiile de căsătorie, segregarea (segregarea rasială și sechestrarea bolnavilor mintali), sterilizarea obligatorie, avorturile forțate sau sarcini forțate, culminând în genocid.

## Eugenia actuală
Începând din anii 1980, ingineria genetică a fost folosită pe scară largă pentru a modifica genetic organisme și alimente.
Practica testelor genetice prenatale identifică gene sau markeri genetici nedorite. Părinții potențiali pot alege să continue sarcina sau să renunțe la făt. Odată cu apariția diagnosticului genetic de preimplantare, părinții potențiali pot alege să utilizeze fertilizarea in vitro și apoi să testeze celulele timpurii ale embrionilor creați pentru a identifica embrionii cu gene pe care le preferă sau pe care să le evite. Din cauza preocupărilor legate de eugenie, consilierea genetică se bazează pe o politică de „non-directivitate” pentru a se asigura respectarea autonomiei reproductive. Argumentul pentru acest serviciu de consiliere este că ar trebui să echilibrăm autonomia parentală cu autonomia copilului în viitor. Specialiștii încă nu au dat un răspuns clar la întrebarea dacă aceste practici ar trebui să fie considerate practici eugenice, sau dacă este moral.
Acum este posibil să se diagnosticheze un număr de boli induse genetic. Unele boli rezultă dintr-un defect într-o singură genă, în timp ce altele implică un număr de gene. Screening-ul pentru anomalii genetice este un proces relativ simplu, pe baza unui profil genetic, informațiile genetice care pot afecta alegerea unui partener de căsătorie, și monitorizarea sarcinii. Deciziile luate în aceste cazuri au implicații eugenice.

### Eugenia liberală
Noua eugenie susține utilizarea tehnologiilor reproductive și genetice pentru îmbunătățirii caracteristicilor și capacităților umane în funcție de preferințele părinților, fără intervenția statului. Termenul „eugenie liberală” a fost inventat de bioeticianul Nicholas Agar, dar din 2000 este preferat termenul „eugenia libertariană” în ideea unei intervenții minimale a statului.
Avocații eugeniei liberale subliniază patru diferențe principale față de eugenia din trecut: este individuală și privată (fără intervenția statului), este opțională, presupune pluralismul de valoare (diversitatea), și calitatea științei.
Dov Fox, profesor de drept la Universitatea din San Diego, susține că statul ar trebui să mandateze practici genetice integrate sigure, eficiente și integrate funcțional.
Comitetul Internațional pentru Bioetică al Națiunilor Unite susține eugenismul liberal, care nu trebuie confundat cu problemele etice ale mișcărilor de eugenie din secolul XX, dar contestatarii susțin că astfel dispare ideea egalității umane și se permite discriminarea și stigmatizarea împotriva celor care nu doresc sau nu au posibilități financiare.

### Eugenia ca politică de stat
Unele legi de stat necesită screening-ul obligatoriu al nou-născuților pentru hipotiroidism și fenilcetonurie care pot provoca retard mintal. Multe state impun, de asemenea, screening pentru alte tipuri de tulburări metabolice moștenite.
În ambele jurisdicții din Cipru există o politică de screening, prenatal și pentru avort menită să reducă incidența talasemiei, obținându-se rezultate semnificative. Testele pentru genă sunt obligatorii pentru viitorii miri, înainte de căsătoria religioasă.
În China, legea căsătoriei din 1950 stipulează că „impotența, boala venerică, tulburarea mentală și lepra”, precum și orice alte afecțiuni considerate de știința medicală ca făcând o persoană nepotrivită să se căsătorească, sunt motive pentru interzicerea căsătoriei. Legea din 2001 impune în prezent doar aprobarea unui medic. În diferite provincii s-au adoptat legi care împiedică reproducerea anumitor persoane, precum cei retardați mintal.] Conform legii privind îngrijirea sănătății materne și a sugarilor din China (1994), considerată drept „legea eugenică” în Occident, tinerii cu boli genetice au fost lăsați să se căsătorească numai dacă sunt sterilizați sau sunt de acord să utilizeze o altă formă de contracepție pe termen lung.
În Rusia, președintele Asociației Psihiatrice Independente din Rusia, Yuri Savenko, justifică sterilizarea forțată a femeilor, care se practică în casele de asistență psihoneurologică spunând că „este nevoie de un control mai strict și mai deschis pentru practica eugeniei preventive, care este, în sine, justificabilă”. În 1993, ministrul sănătății a aprobat procedura de avort forțat și sterilizare a femeilor cu handicap.
În Israel, Dor Yeshorim este un program de screening care încearcă să reducă incidența mai multor boli, fiind comparat cu eugenismul liberal.
În Statele Unite, părinții pot alege să afle sexul cromozomului fătului prin amniocenteză sau prin creșterea numărului de teste de sânge din primul trimestru. În Marea Britanie, dimpotrivă, părinții de obicei nu află sexul fătului până la naștere, o politică pusă în aplicare de către Autoritatea pentru Fertilitate și Embriologie umană (HFEA), cu scopul de a evita discriminarea pe sexe și de a susține linia dintre intervenția genetică pentru boală și trăsături non-boală. Criticii selecției sexului evidențiază o părtinire puternică în favoarea copiilor de sex masculin. În China și India normele și practicile culturale încă favorizează în mod decisiv bărbații, rezultând dezechilibre semnificative ale raportului de sex.